# Тойкіно (Медведевський район)
То́йкіно (рос. Тойкино, марій. Тойкан) — присілок у складі Медведевського району Марій Ел, Росія. Входить до складу Пекшиксолинського сільського поселення.

## Населення
Населення — 139 осіб (2010; 76 у 2002).
Національний склад (станом на 2002 рік):
- марійці — 65 %
- росіяни — 30 %